# Bufonaria
Bufonaria is een geslacht van weekdieren uit de klasse van de Gastropoda (slakken).

## Soorten
- Bufonaria cavitensis (Reeve, 1844)
- Bufonaria cristinae Parth, 1989
- Bufonaria crumena (Lamarck, 1816)
- Bufonaria echinata (Link, 1807)
- Bufonaria elegans (G. B. Sowerby II, 1836)
- Bufonaria foliata (Broderip, 1826)
- Bufonaria granosa (K. Martin, 1884)
- Bufonaria margaritula (Deshayes, 1833)
- Bufonaria perelegans Beu, 1987
- Bufonaria rana (Linnaeus, 1758)
- Bufonaria thersites (Redfield, 1846)

### Synoniem
- Bufonaria (Chasmotheca) Dall, 1904 => Bufonaria Schumacher, 1817
  - Bufonaria (Chasmotheca) margaritula (Deshayes, 1833) => Bufonaria margaritula (Deshayes, 1833)
- Bufonaria albivaricosa (Reeve, 1844) => Bufonaria rana (Linnaeus, 1758)
- Bufonaria borisbeckeri Parth, 1996 => Bursina borisbeckeri (Parth, 1996)
- Bufonaria bufo (Bruguière, 1792) => Marsupina bufo (Bruguière, 1792)
- Bufonaria crumenoides (Blainville in Valenciennes, 1832) => Bufonaria crumena (Lamarck, 1816)
- Bufonaria fernandesi Beu, 1977 => Bursina fernandesi (Beu, 1977)
- Bufonaria gnorima (Melvill, 1918) => Bursina gnorima (Melvill, 1918)
- Bufonaria ignobilis Beu, 1987 => Bursina ignobilis (Beu, 1987)
- Bufonaria lamarckii (Deshayes, 1853) => Bursa lamarckii (Deshayes, 1853)
- Bufonaria marginata (Gmelin, 1791) => Aspa marginata (Gmelin, 1791)
- Bufonaria nobilis (Reeve, 1844) => Bursina nobilis (Reeve, 1844)
- Bufonaria pesleonis Schumacher, 1817 => Bursa scrobilator (Linnaeus, 1758)
- Bufonaria scrobiculator => Bursa scrobilator (Linnaeus, 1758)
- Bufonaria scrobiculatoria Locard, 1886 => Bursa scrobilator (Linnaeus, 1758)
- Bufonaria spinosa Schumacher, 1817 => Bufonaria echinata (Link, 1807)
- Bufonaria subgranosa (Sowerby II, 1836) => Bufonaria rana (Linnaeus, 1758)